# Elatostema sinopurpureum
Elatostema sinopurpureum är en nässelväxtart som beskrevs av Wen Tsai Wang. Elatostema sinopurpureum ingår i släktet Elatostema och familjen nässelväxter. Inga underarter finns listade i Catalogue of Life.